# Beaver Brook
Beaver Brook – miasto w Stanach Zjednoczonych, w stanie Wisconsin, w hrabstwie Washburn.